# 面达乡
面达乡（藏語：སྨན་མདའ་，威利转写：sman mda'）是中国西藏自治区昌都市卡若区下辖的一个乡，位于区境最北端，平均海拔3900米左右，总面积1085.23平方千米，2000年人口4947人。面达乡是一个纯牧业乡，主要牧养牦牛、黄羊、山羊、绵羊等。
2008年，面达乡下辖11个村委会：玛左村、冷达村、崩热村、措荣村、诺通村、热索村、果帕村、格杂村、巴通村、字多村、莫巴村。